# 1923 في ألمانيا
فيما يلي قوائم الأحداث التي وقعت خلال عام 1923 في ألمانيا.

## أحداث
- 8 نوفمبر – انقلاب بير هول

## سياسة

### تعيين في المنصب
- 13 أغسطس – جوستاف ستريسمان German Foreign Minister ‏، مستشار ألمانيا.

### انتهاء فترة المنصب
- 12 أغسطس – فيلهلم كونو مستشار ألمانيا.
- 23 نوفمبر – جوستاف ستريسمان مستشار ألمانيا.

## ظهور
- 1 يناير – دير شتورمر

## مواليد

### يناير
- 9 يناير – كارل هينز ميتزنير لاعب كرة قدم ألماني.
- 25 يناير – إيفا تسيلر كاتبة ألمانية.

### فبراير
- 6 فبراير – كلاوس مولر

### مارس
- 8 مارس – فالتر يينس
- 11 مارس – هورست فوجنر
- 25 مارس – رايمر لوست فيزيائي ألماني.

### أبريل
- 5 أبريل – أرنست ماندل

### مايو
- 27 مايو – هنري كسنجر سياسي أمريكي.

### يونيو
- 9 يونيو – أولجا كنوبلاخ فولف رسامة ألمانية.
- 18 يونيو – فيرونيكا كارستينز
- 20 يونيو – بيتر جاي

### أغسطس
- 19 أغسطس – ماجدالينه إيلرس مؤلفة ألمانية.

### سبتمبر
- 10 سبتمبر – أوري أفنيري كاتب إسرائيلي.
- 28 سبتمبر – هانس شنايدر

### أكتوبر
- 7 أكتوبر – إيرما غريس
- 16 أكتوبر – بيرت كامبفرت
- 22 أكتوبر – بيرت تراوتمان

### نوفمبر
- 1 نوفمبر – مناحيم أيلون
- 15 نوفمبر – روديغر فون فيشمار دبلوماسي ألماني.

### ديسمبر
- 5 ديسمبر – يوهانس ماكس بروسكاور عالم نبات ألماني.
- 13 ديسمبر – جوتس شراجله

## وفيات

### يناير
- 1 يناير – أدولف برينكمان (مواليد 1854) تربوي ألماني.

### فبراير
- 10 فبراير – فيلهلم كونراد رونتغن (مواليد 1845) فيزيائي ألماني.
- 14 فبراير – غوستاف ديتليف هنريتشز (مواليد 1836)

### مايو
- 3 مايو – إرنست هارتفيغ (مواليد 1851) عالم فلك ألماني.
- 21 مايو – هانز غولدشميت (مواليد 1861) كيميائي ألماني.

### يوليو
- 12 يوليو – إرنست أوتو بكمان (مواليد 1853) كيميائي ألماني.

### أكتوبر
- 10 أكتوبر – غوستاف لينداو (مواليد 1866) عالم نبات ألماني.

### نوفمبر
- 14 نوفمبر – إرنست أوغسطس الثالث دوق كمبرلاند وتافياديل (مواليد 1845)

### ديسمبر
- 26 ديسمبر – ديتريخ إيكهارت (مواليد 1868) صحفي ألماني.